# Costa-ricanische Volleyballnationalmannschaft der Frauen
Die costa-ricanische Volleyballnationalmannschaft der Frauen ist eine Auswahl der besten costa-ricanischen Spielerinnen, die die Federación Costaricense de Voleibol bei internationalen Turnieren und Länderspielen repräsentiert.

## Geschichte

### Weltmeisterschaft
Bei der Volleyball-Weltmeisterschaft 2006 war Costa Rica erstmals dabei und belegte den 17. Platz.

### Olympische Spiele
Costa Rica konnte sich noch nie für Olympische Spiele qualifizieren.

### NORCECA-Meisterschaft
Bei der NORCECA-Meisterschaft 1987 wurde Costa Rica Siebter. Das gleiche Ergebnis gab es 1995 und 1997. Beim Turnier 1999 erreichten die costa-ricanischen Frauen als Fünfter ihr bestes Resultat. Zwei Jahre später wurden sie Sechster. 2005 belegten sie erneut den siebten Rang.

### World Cup
Beim World Cup hat Costa Rica bisher nicht mitgespielt.

### World Grand Prix
Der World Grand Prix fand bisher ohne costa-ricanische Beteiligung statt.